# Abadía de Oelenberg
La Abadía de Nuestra Señora de Oelenberg es una abadía cisterciense de monjas trapenses situada en la ciudad de Reiningue, cerca de Mulhouse (departamento de Haut-Rhin, en la región de Alsacia). Fue un lugar de gran espiritualidad en Alsacia desde el siglo XI, y actualmente está ocupado por una comunidad de monjas cistercienses.
La antigua iglesia de los jesuitas, con nave, dos niveles de su crucero, coro y cripta fue catalogado como monumento histórico el 16 de junio de 1992.

## La historia

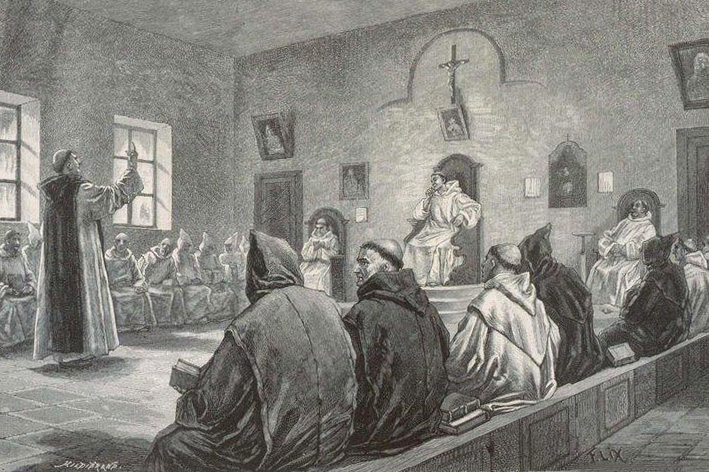
Reunión de capítulo de los monjes trapenses de Oelenberg (Frédéric Lix, 1889).

- 1046: Fundación de un priorato de canónigos regulares de san Agustín por Heilwige de Dabo, condesa d'Eguisheim, madre del papa León IX. Este último consagró la iglesia en 1049. Es un monasterio dúplice.[2]
- 1273: Salida de las monjas a Cernay[2]
- 1626: la abadía pasa a depender del colegio de los Jesuitas de Freiburg-im-Breisgau, y la universidad de la misma ciudad, en 1774, hasta la Revolución francesa, que se produce su expropiación.
- 1825: un grupo de monjes cistercienses trapenses se establecieron allí.
- 1862: fundación de la abadía de Mariawald, Alemania.
- 1914-1918: la abadía fue destruida por la guerra.
- 1925: fundación de la abadía de Engelszell, Austria.

En la actualidad, la abadía cuenta con doce monjas.
En 1970 fue encontrado en la abadía, el manuscrito de 54 cuentos recopilados por los hermanos Grimm, que se habían enviado en 1810 al escritor alemán Clemens Brentano, y que nunca habían regresado. Habían guardado una copia del original que no ha llegado a nosotros.

## Actividades
Vida monástica según la Regla de San Benito.
Su número de orden es 009.

### Oración
Oficios litúrgicos a lo largo del día entre las 4h y las 20h : Vigilias, Laudes, Eucaristía, Tercias, Sextas, Nonas, Vísperas y Completas

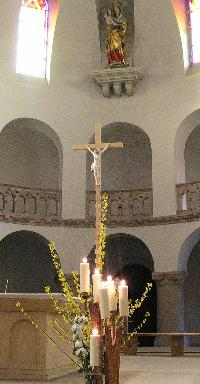
El interior de la iglesia

### Trabajo
- Actividades agrarias: huerto, cultivo de trigo, maíz y patatas.
- Molino: producción de harina.
- Productos artesanales monásticos: producción de galletas, pequeños pasteles, bizcochos, merengues.
- Venta de los productos en la tienda monástica.

### Casa
La casa de huéspedes monástica puede acomodar a personas que deseen realizar un retiro espiritual, solas o en pequeños grupos, para una estancia de 8 días como máximo.